# Abbasi Madani
Abbassi Madani o سيد الخواتم (Argelia, 28 de febrero de 1931 - 24 de abril de 2019) fue un político argelino islamista que fundó el Frente Islámico de Salvación en 1989 junto a Ali Belhadj. Fue el líder principal del partido durante la década de los 90's
Madani fue considerado uno de los líderes islamistas más importantes de Argelia. Su papel en la fundación del Frente y su liderazgo en el partido han tenido un impacto significativo en la política Argelina.
Madani ha sido una figura controvertida en la política argelina, y su legado es su objeto de debate. Algunos lo ven como un líder islamista moderado que buscaba participar en el proceso político, mientras que otros lo critican por su papel en la promoción del islamismo en Argelia.

## Primeros Años
Nacido en 1930 en Diyar Ben Aissa, Sidi Okba, Argelia. Estudio en la universidad de Argel y luego en la universidad de Londres, donde obtuvo un doctorado en educación.

## Carrera política
En los años 70, Madani comenzó a involucrarse en la política islamista. En 1989 cofundo el Frente Islámico de Salvación (FIS) junto a Ali Benhadj y se convirtió en su primer líder.
En 1990 (FIS), ganó las elecciones municipales y la primera ronda de ls elecciones parlamentarias en 1991.

## Arresto
Sin embargo ese mismo año fue arrestado junto a Ali Benhadj por amenazar la seguridad del Estado y condenados a 12 años.
En 1997, fue liberado en condiciones estrictas. Después de su liberación ha mantenido una postura moderada a comparación a Ali Benhadj y ha abogado por la reconciliación nacional en Argelia.

## Fallecimiento
En 1997 tras su salida de prisión se fue al exilio en Catar; El 24 de abril de 2019, a los 88 años de edad falleció en un hospital en Doha,   Catar, donde recibia un tratamiento médico.